# Miho Bošković
Miho Bošković (Dubrovnik, 11. siječnja 1983.), hrvatski vaterpolist. U sezoni 2015./16. nosio je kapicu riječkog Primorja.
Prethodnih sezona igrao je za Jug u kojem je ponikao, osim u razdoblju od 2010. do 2012. kad je bio napadač mađarskog Vasasa. Nastupio je za hrvatsku vaterpolsku reprezentaciju 63 puta. Debitirao je na Svjetskom prvenstvu u Montrealu 2005. S Jugom osvojio je naslov prvaka Europe 2006., Europski superkup, nekoliko naslova državnog prvaka i nacionalnih kupova. Osvojio je zlatnu medalju na Svjetskom prvenstvu u Melbourneu 2007. Odigrao je briljantno u polufinalu SP. Najbolji je europski vaterpolist u izboru Europske plivačke organizacije (LEN) za 2007. i 2012. godinu. Nakon diplomiranja na Umjetničkoj akademiji u Splitu radi kao nastavnik glazbene umjetnosti u Gimnaziji Dubrovnik.